# Governance Kodex für Familienunternehmen
Der Governance Kodex für Familienunternehmen (abgekürzt GKFU) ist ein freiwilliger Leitfaden für die verantwortungsvolle Führung von Familienunternehmen in Deutschland. Er wurde von einer 27-köpfigen Kommission aus Familienunternehmern und Wissenschaftlern erarbeitet. Der Kodex selbst enthält Empfehlungen zur situationsadäquaten Gestaltung der Family Business Governance und der Family Governance, also der Organisation von Führung, Kontrolle und Sicherung des Zusammenhalts der Familie und des Familienunternehmens. Er wird ergänzt durch eine Kommentierung im Internet. Im Zentrum des Kodex steht das Bekenntnis zur Verantwortung als Unternehmensinhaber.

## Geschichte
Im Jahr 2004 hat eine 27-köpfige Kommission der „INTES Akademie für Familienunternehmen“ und „Welt am Sonntag“ den ersten Governance Kodex für Familienunternehmen vorgestellt. Mit dem Kodex haben die Initiatoren den Familienunternehmen und ihren Partnern einen Rahmen für die Beurteilung und Optimierung ihrer individuellen Governance-Strukturen gegeben.
Auf Initiative von „INTES Akademie für Familienunternehmen“ und „Die Familienunternehmer“ wurde der Kodex aus dem Jahr 2004 überprüft und weiterentwickelt. Dabei wurden die praktischen Erfahrungen mit dem Kodex sowie die theoretischen Diskussionen um die Governance in Familienunternehmen berücksichtigt. Zudem wurde die Kommission um weitere Unternehmer und Wissenschaftler ergänzt.
Eine aktualisierte Fassung des Kodex trat am 29. Mai 2015 in Kraft und ersetzte die bisherigen Fassungen aus den Jahren 2004 und 2010. Die vierte und danmit aktuelle Auflage des Governance Kodex wurde im Mai 2021 veröffentlicht.
Der Governance Kodex für Familienunternehmen wird neben dem Deutschen Corporate Governance Kodex und der ISO 37301 als Verhaltenskodexfür Compliance empfohlen.

## Zielsetzung
Familienunternehmen findet man in verschiedenen Rechtsformen, Größenordnungen, Finanzierungsformen und vor allem mit Inhaber-Strukturen, die von wenigen bis hin zu mehreren hundert Inhabern reichen. Deshalb bedürfen Familienunternehmen einer auf ihre Bedürfnisse zugeschnittenen Family Business Governance, die sich auf das Unternehmen und die Familie erstreckt. Dabei geht es darum, eine verantwortungsvolle Einflussnahme der Inhaber auf ihr Unternehmen sicherzustellen und die Familie als tragende Säule des Unternehmens auf professionelle Art und Weise in die Governance einzubinden.
Ziel des GKFU ist es, den Inhaberfamilien dabei zu helfen, die relevanten Fragen zur Family Business Governance zu stellen und individuelle, auf die jeweilige Situation von Unternehmen und Familie zugeschnittene Antworten zu finden. In diesem Sinne will der GKFU deutlich machen, welche Fragestellungen die Inhaber zur Sicherung guter Governance beantworten sollten. Dadurch ist er Prüfstein für die gemeinsame Willensbildung der Inhaber und unerlässliche Voraussetzung für das langfristige Überleben des eigenen Familienunternehmens.
Des Weiteren steht er allen am Familienunternehmen Beteiligten als Leitfaden für die Beurteilung sowie für die weitere Optimierung und Anpassung der Family Business Governance zur Verfügung.
Die aktuelle Version des Kodex (2021) berücksichtigt, dass immer mehr Familienunternehmer außerhalb ihrer Kernunternehmen investieren.

## Kodex
Der GKFU ist wie folgt aufgebaut:
Vorbemerkung
Kommission
Präambel
1. Selbstverständnis der Inhaber
2. Ausgestaltung der Inhaberrechte und -pflichten
3. Aufsichtsgremium
4. Unternehmensführung
5. Ergebnisermittlung und -verwendung
6. Übertragbarkeit der Inhaberschaft, Ausscheiden aus dem Inhaberkreis
7. Family Governance
8. Erstellung und Gültigkeit eines eigenen Governance Kodex

Glossar
Der GKFU unterscheidet grundsätzlich zwischen den Formulierungen „soll“ und „es wird empfohlen“. „Soll“ weist auf Empfehlungen hin, die für eine gute Governance unverzichtbar sind, was bedeutet, dass die Inhaber individuelle Regelungen treffen sollen. Die Formulierung „es wird empfohlen“ wird für Empfehlungen verwendet, von denen in begründeten Ausnahmefällen abgewichen werden kann, was bedeutet, dass individuelle Regelungen in diesen Fällen unter Umständen verzichtbar sind.
Anders als beim „Deutschen Corporate Governance Kodex“ gibt es für die Vorgaben keine gesetzliche Grundlage. Sie bleiben freiwillig, auch wenn sie für eine gute Unternehmensführung im Familienunternehmen von zentraler Bedeutung sind.

## Kommentierung
Auf der Homepage des GKFU findet man eine ergänzende Kommentierung in Form eines Fragen- und Antworten-Kataloges.
Dieser ist nicht offizieller Bestandteil des Governance Kodex für Familienunternehmen. Er entspricht vielmehr dem Bedürfnis, einzelne Aspekte des Kodex mit möglichen konkreten Inhalten zu verknüpfen.
Die Antworten haben keinen Verbindlichkeits- und auch keinen offiziellen Empfehlungscharakter. Es handelt sich vielmehr um persönliche Empfehlungen von Kommissionsmitgliedern, die sie auf diese Weise mit den Anwendern des Kodex teilen möchten. In der Regel sind sie auf große Familienunternehmen zugeschnitten. Ob und inwieweit sie auch in anderen Situationen hilfreich sind, möge der jeweilige Leser entscheiden.

## Kommission
Präsidium:
- Peter May als Vorsitzender
- Karl-Erivan W. Haub (Tengelmann)
- Lutz Goebel (Die Familienunternehmer)

als stellvertretende Vorsitzende
Weitere Mitglieder:
- Ann-Kristin Achleitner (Technische Universität München)
- Patrick Adenauer (Bauwens GmbH & Co. KG)
- Dominik von Au (INTES Akademie für Familienunternehmen, ein Unternehmen der PwC-Gruppe)
- Peter Bartels (PricewaterhouseCoopers GmbH)
- Klaus Dohle (Dohle Handelsgruppe)
- Stefan Dräger (Drägerwerk AG & Co. KGaA)[12]
- Franz M. Haniel (Franz Haniel & Cie. GmbH)[12]
- Jürgen Heraeus (Heraeus Holding GmbH)[12]
- Thomas Hoyer (Hoyer GmbH)
- Rafael Kisslinger da Silva (Máquinas Condor S.A.)
- Hermut Kormann (Zeppelin University)
- Alfred Oetker (Dr. August Oetker KG)
- Sabine B. Rau (King’s College London)
- Hans-Ewald Reinert (H. & E. Reinert Westfälische Privat-Fleischerei GmbH)
- Hans-Arndt Riegel (Haribo GmbH & Co. KG)
- Helmut Rothenberger (Rothenberger AG)
- Johannes von Salmuth (Röchling SE & Co. KG)
- Arist von Schlippe (Private Universität Witten-Herdecke)
- Klaus Schweinsberg (Centrum für Strategie und Höhere Führung - glh GmbH)
- Bernhard Simon (Dachser Group SE & Co. KG)
- Lencke Wischhusen (W-Pack Kunststoffe GmbH & Co. KG)
- Thilo Wersborg (Precitec GmbH & Co. KG)
- Michael Woywode (Universität Mannheim)
- Reinhard Zinkann (Miele & Cie. KG)[12]

## Kritik
In der öffentlichen Diskussion über die Relevanz eines Governance Kodex für Familienunternehmen wird Kritik geäußert:
- „Nun wird ein Corporate Governance Kodex auch für Familienunternehmen diskutiert. Das überrascht insofern, als die bei börsennotierten Gesellschaften angenommenen Interessenkonflikte zwischen Eigentümern und Organen bei Familienunternehmen in dieser Form nicht existieren.“[13]
- „Im Unterschied zu der vom Bundesjustizministerium eingesetzten Regierungskommission, die ein dichtes Regelnetz für Börsengesellschaften gesponnen hat, handelt es sich bei dem von der Unternehmensberatung Intes und dem Verband „Die Familienunternehmer ASU“ vorgelegten Kodex für Inhaberfamilien um eine private Initiative. Doch die nimmt für sich in Anspruch, allgemeingültige Empfehlungen abzugeben, die für alle Familiengesellschaften entweder unverzichtbar seien oder von denen (nur) in begründeten Ausnahmefällen abgewichen werden könne.“[14]

Aus Sicht der Initiatoren würde die Vorwürfe allerdings zeigen, dass sich die Kritiker nicht vollumfänglich mit Inhalt und Zielsetzung des Kodex auseinandergesetzt haben:
- „Unternehmerfamilien müssen nicht nur ein Unternehmen managen – sondern auch die Familie. (...) Dass diese Doppelaufgabe der Unternehmens- und Familienführung nicht immer einfach ist, zeigen viele Beispiele aus der Unternehmenspraxis. Dabei kommt es aus aktuellen Anlässen zu Auseinandersetzungen über Nachfolgeregelungen, Ausschüttungen oder Bestellungen von Führungskräften. Diese lassen sich vermeiden, wenn sich Unternehmerfamilien rechtzeitig auf Verfahrensregeln einigen. Was man alles regeln sollte, zeigt der Corporate Governance Kodex für Familienunternehmen auf“.[15]

- „Ein Familienunternehmen zu führen und seinen Fortbestand zu sichern, ist also keinesfalls leicht. (... Der Kodex) ist so etwas wie eine Gebrauchsanweisung für erfolgreiches Familienunternehmertum.“[16]

- „War der erste - auch in Anlehnung an den Corporate Governance Kodex für Kapitalgesellschaften - eher eine konkrete Anweisung für bestimmtes Handeln, ist der zweite eher ein Pflichtenheft für Familienunternehmen, was sie regeln sollten. Die Ausgestaltung überlässt man den Inhaberfamilien - deren Bedeutung damit sehr viel stärker in den Fokus rückt.“[15]

Positiv zum Kodex:
- Stuttgarter Zeitung vom 19. Juni 2010: „Nach Ansicht der Familienunternehmerin Nicola Leibinger-Kammüller, Vorsitzende der Geschäftsführung der Trumpf-Gruppe, haben die Verbesserungsbemühungen Früchte getragen. Es sei ein ‚absoluter Gewinn‘, dass die Richtlinien und Empfehlungen des Kodexes die Vielfalt der Familienunternehmen berücksichtigten. Auch freue sie sich, ‚dass der neue Kodex gerade den Aspekt von Langfristigkeit und Nachhaltigkeit besonders herausstellt.‘“
- Peter May und Alexander Koeberle-Schmid im Der Aufsichtsrat 6/2011: „Der Governance Kodex für Familienunternehmen stellt deshalb die Inhaber in den Mittelpunkt aller Entscheidungen. Ownership matters – Auf die Inhaber kommt es an!, könnte deshalb als Überschrift über dem überarbeiteten Kodex stehen. Ob diese Botschaft von den Kritikern akzeptiert wird, ist die wahrhaft spannende Frage.“[17]
- Alexander Koeberle-Schmid im gmbh-chef Juni 2011: „Der im vergangenen Jahr entwickelte spezielle Governance Kodex für Familienunternehmen enthält die wichtigsten Regeln und Fragen, die innerhalb eines Familienunternehmens geregelt werden müssen. Unternehmerfamilien, die sich mithilfe des Governance Kodex einen eigenen Familien-Kodex aufgestellt haben, haben damit einen Prüfstein für die gemeinsame Willensbildung der Inhaber in der Familie und im Unternehmen in der Hand.“[18]
- „Tatsächlich ist es der Kommission gelungen, die für Familienunternehmen maßgeblichen Fragestellungen zu benennen und mögliche Ansätze für ihre Lösung bereitzustellen. Insbesondere hebt der Kodex richtigerweise die entscheidende Bedeutung der Unternehmerfamilie hervor. Sofern die unternehmensindividuelle Governance mit Hilfe des Kodex ausgestaltet wurde, kann – eine entsprechende Kommunikation vorausgesetzt – davon zudem eine positive Signalwirkung gegenüber dem Unternehmensumfeld ausgehen.“[19]
- Lutz Goebel im Der Familienunternehmer vom Dezember 2010: „ein perfekter Unternehmer braucht dafür wohl keinen Governance Kodex, ein typischer Familienunternehmer vielleicht schon. Der neue Kodex bietet ihm dafür ein exzellentes Werkzeug, um zu erkennen, ob er auf die größten Unwägbarkeiten vorbereitet ist.“
- Roderich C. Thummel im Betriebs-Berater vom 27. September 2010: „Die Regelungen des Kodex sind offen gestaltet und sollen eher Anregungen zum Nachdenken liefern als fertige Konzepte. dies liegt vor allem an der auch so formulierten Erkenntnis (Ziff. 7), das Familienunternehmen und ihre Inhaber sehr verschiedenartig sein können und maßgeschneiderte Lösungen benötigen.“
- Petra Gessner im wir-Magazin vom September 2010: Der Kodex „wird von der Öffentlichkeit weiterhin missverstanden. Denn für Familienunternehmen ist es ein Gewinn, sich mit diesem Kodex auseinanderzusetzen.“
- Carsten Laschet und Klaus Schweinsberg in Haftpflicht international 3/2011: „Gute Governance gehört zu den Bestandteilen zeitgemäßer und nachhaltig erfolgreicher Unternehmensführung. Dies gilt auch für Familienunternehmen. Als Teil dessen wurde der Governance Kodex für Familienunternehmen verfasst.“
- Jan-Klaus Tänzler in der Financial Times Deutschland vom 5. Juli 2011: „Ich halte den Governance-Kodex für Familienunternehmen für sinnvoll, weil er ein gutes Gerüst für Entscheidungen sein kann.“

### Wissenschaftliche Arbeiten (Auswahl)
- Wiebke Harms: Shareholder Value im Familienunternehmen? Theoretische Überlegungen anhand der Empfehlungen des Governance Kodex für Familienunternehmen in WAO|Soziologie, 2013, Jg. 3, S. E1-9., ISSN 2196-615X
- Bernd Grottel, Matthias Kieser, Laura Helfman, Bernd Rau und Tim Kettenring: Governance Kodex für Familienunternehmen - Kritische Analyse und Stand der Umsetzung; ZCG Zeitschrift für Corporate Governance, ISSN 1868-7792, 4 2012 Vollständiger Artikel bei KPMG
- Prof. Dr. Bernd Grottel: Governance Kodex für Familienunternehmen – Kritische Analyse und Stand der Umsetzung Audit Committee Quarterly, Das Magazin für Corporate Governance, IV/2012, Seite 33 ff